# Conclave del 1304-1305
Il conclave del 1304–1305 venne convocato a seguito della morte del papa Benedetto XI e si tenne nella cattedrale di Perugia.
Si concluse con l'elezione di Raymond Bertrand de Got, vescovo di Bordeaux, che assunse il nome di Clemente V. È stato uno dei rari conclavi in cui l'eletto non faceva parte del collegio cardinalizio.

## Cardinali partecipanti
Dei 19 cardinali elettori, solo 15 erano presenti al momento dell'elezione, dato che ben quattro cardinali, tra cui il protodiacono Matteo Rubeo Orsini, si erano ritirati a causa di malattie e non erano presenti al momento della elezione. Inoltre, due cardinali, Giacomo e Pietro Colonna, erano stati deposti da papa Bonifacio VIII e quindi non presero parte al conclave. Poco dopo l'elezione, il nuovo papa reinstaurò entrambi i cardinali nei loro ruoli.
Il turbolento clima politico, dato dal recente e ancor fresco scontro tra la Santa Sede e la monarchia francese, non lasciava presagire un'elezione facile. Dopo il burrascoso pontificato di Bonifacio VIII e l'effimero regno di Benedetto XI, il Collegio Cardinalizio sentiva la necessità di trovare un candidato che garantisse un equilibrio più stabile nelle relazioni con le monarchie europee.

### Lista dei cardinali presenti alla elezione
| Nome                                   | Paese                | Titolo                                                      | Ruolo | Nascita  | Concistoro |
| -------------------------------------- | -------------------- | ----------------------------------------------------------- | --- | -------- | ---------- |
| Giovanni Boccamazza                    | Stato Pontificio     | Cardinale vescovo di Frascati                               | Decano del Collegio cardinalizio; Arcivescovo metropolita di Monreale; Legato pontificio emerito in Germania, Scandinavia, Boemia, Polonia | 1250 ca. | 22/12/1285 |
| Pedro Rodríguez                        | Regno di Castiglia   | Cardinale vescovo di Sabina                                 | Vescovo emerito di Burgos | 1240 ca. | 15/12/1302 |
| Giovanni da Morrovalle, O. Min.        | Stato Pontificio     | Cardinale vescovo di Porto e Santa Rufina                   | Ministro generale dell'Ordine francescano                                                                                                  | 1250     | 15/12/1302 |
| Niccolò Alberti, O.P.                  | Prato                | Cardinale vescovo di Ostia e di Velletri                    | Procuratore Generale dell'Ordine Domenicano; Vescovo emerito di Spoleto                                                                    | 1250 ca. | 18/12/1303 |
| Teodorico Ranieri                      | Stato Pontificio     | Cardinale vescovo di Palestrina                             | Camerlengo di Santa Romana Chiesa; Arcivescovo emerito di Pisa                                                                             | 1235 ca. | 04/12/1298 |
| Luca Fieschi                           | Repubblica di Genova | Cardinale diacono di Santa Maria in Via Lata                | Amministratore del titolo di San Marcello                                                                                                  | 1270     | 02/03/1300 |
| Francesco Caetani, O.F.M.              | Stato Pontificio     | Cardinale diacono di Santa Maria in Cosmedin                | Auditore della Sacra Romana Rota; Camerario di Santa Romana Chiesa; Arcidiacono di Richmond; Cappellano papale                             | 1256     | 17/12/1295 |
| Robert de Pontigny, O. Cist.           | Regno di Francia     | Cardinale presbitero di Santa Pudenziana                    | Abate generale dell'Ordine Cistercense; Camerlengo del Sacro Collegio                                                                      | 1235 ca. | 18/09/1294 |
| Gentile Portino da Montefiore, O. Min. | Regno di Napoli      | Cardinale presbitero dei Santi Silvestro e Martino ai Monti | Penitenziere Maggiore | 1245 ca. | 02/03/1300 |
| Leonardo Patrasso, O.F.M.              | Stato Pontificio     | Cardinale vescovo di Albano                                 | Arcivescovo emerito di Capua | 1230     | 02/03/1300 |
| Walter Winterbourne, O.P.              | Regno d'Inghilterra  | Cardinale presbitero di Santa Sabina                        | Provinciale dell'Ordine domenicano per il Regno d'Inghilterra; Confessore di Re Edoardo I                                                  | 1225 ca. | 19/04/1304 |
| Francesco Napoleone Orsini             | Stato Pontificio     | Cardinale diacono di Santa Lucia in Silice                  | Arciprete della Basilica Liberiana | 1250 ca. | 17/12/1295 |
| Guglielmo Longhi                       | Bergamo              | Cardinale diacono di San Nicola in Carcere                  | Confessore di Sua Santità; Cancelliere di Carlo II di Sicilia                                                                              | 1242 ca. | 18/09/1294 |
| Napoleone Orsini                       | Stato Pontificio     | Cardinale diacono di Sant'Adriano al Foro                   | Legato Pontificio a Spoleto e Ancona; Cappellano papale; Auditore della Sacra Rota Romana                                                  | 1260 ca. | 16/05/1288 |
| Landolfo Brancaccio                    | Regno di Napoli      | Cardinale diacono di Sant'Angelo in Pescheria               | Legato pontificio emerito nel Regno d'Inghilterra                                                                                          | 1250 ca. | 18/09/1294 |

### Assenti in conclave
| Nome                             | Paese               | Titolo | Ruolo                                                     | Nascita  | Concistoro |
| -------------------------------- | ------------------- | --- | --------------------------------------------------------- | -------- | ---------- |
| Jacopo Caetani degli Stefaneschi | Stato Pontificio    | Cardinale diacono di San Giorgio in Velabro                                                                 | Legato pontificio in Romagna                              | 1270     | 17/12/1295 |
| Jean Le Moine                    | Regno di Francia    | Cardinale presbitero dei Santi Marcellino e Pietro                                                          | Vescovo emerito di Arras                                  | 1245 ca. | 18/09/1294 |
| Matteo Rubeo Orsini              | Stato Pontificio    | Cardinale diacono di Santa Maria in Portico Octaviae e presbitero in commendam di Santa Maria in Trastevere | Cardinale protodiacono; arciprete della Basilica Vaticana | 1230 ca. | 22/05/1262 |
| Riccardo Petroni                 | Repubblica di Siena | Cardinale diacono di Sant'Eustachio                                                                         | Vice-cancelliere emerito di Santa Romana Chiesa           | 1250 ca. | 17/12/1295 |

## Svolgimento del conclave
Fin dall'inizio del conclave si scontrarono due fazioni di forza equivalente: il partito bonifaciano, d'ispirazione decisamente antifrancese e fautore della candidatura di Jacopo Caetani degli Stefaneschi, capeggiato da Matteo Rubeo Orsini, in opposizione al partito antibonifaciano che vantava come massimo esponente il filofrancese Napoleone Orsini.
Il giorno di Natale 1304 i cardinali si erano già accordati sul nome di Walter Winterbourne ed erano pronti a far confluire i loro voti su di lui eleggendolo al pontificato: sarebbe stato il secondo inglese ad ascendere al soglio pontificio dopo Adriano IV, del quale, si dice, volesse ripetere il nome, ma Winterbourne era già prostrato da un'improvvisa malattia e questo lo convinse a rifiutare l'elezione.
Dopo mesi di stallo, tre cardinali del partito bonifaciano (Francesco Caetani, Pedro Rodríguez e Leonardo Patrasso) cercarono di trovare una conclusione del conclave; questi tre, durante le trattative tra le opposte fazioni, non ebbero tema di mostrare a un certo momento una qualche propensione per l'arcivescovo di Bordeaux Bertrand de Got, di cui ammiravano il fiero atteggiamento nei riguardi di Filippo il Bello; tale circostanza fu abilmente sfruttata da Napoleone Orsini, che dette subito avvio a un intenso lavorio diplomatico. Giovanni Villani riporta un incontro tra il cardinale Francesco Caetani e il cardinale Niccolò Alberti da Prato del partito avverso e a quel punto si sarebbe  concordata l'elezione del vescovo francese. Napoleone Orsini, una volta ricevute dall'arcivescovo le debite assicurazioni, riuscì a far convergere su di lui i voti del proprio partito e dei tre cardinali bonifaciani "e la corte n'andò oltre i monti " . Alla fine il 5 giugno 1305 dieci cardinali dei quindici presenti votarono a favore del vescovo francese.
A Bordeaux Bertrand ricevette la notifica formale della sua elezione; ricevette grosse pressioni affinché si recasse in Italia, ma egli scelse invece Lione come luogo della sua incoronazione, che si svolse il 13 novembre 1305 e venne celebrata con magnificenza alla presenza di Filippo il Bello, re di Francia. Tra i suoi primi atti ci fu la nomina di nove cardinali francesi.

## Conseguenze
L'elezione fu fortemente influenzata dal re di Francia, Filippo IV il Bello, con il quale Bertrand aveva legami politici stretti. 
Ricevuto l'invito da parte dei cardinali che lo avevano eletto di raggiungerli a Perugia e quindi a Roma per l'incoronazione, egli invece impose ad essi che si recassero a Lione per il medesimo scopo. Quindi, dopo aver soggiornato per alcuni periodi in alcune città del sud della Francia, nel 1309 trasferì ufficialmente la sede papale ad Avignone. Questa scelta segnò l’inizio del periodo noto come “Cattività avignonese” (1309–1377), durante il quale sette papi consecutivi, tutti francesi, governarono la Chiesa da Avignone. Questo periodo fu percepito da molti, specialmente nell'ottica storiografica italiana, come una vera e propria “prigionia” del papato sotto il controllo della corona francese.
La conseguenza più grave fu una perdita significativa di prestigio e autorità morale del papato, ormai considerato subalterno agli interessi politici francesi e segnando il definitivo tramonto del papato universale incarnato da Bonifacio VIII. In questo clima, Clemente V si trovò anche a gestire il controverso processo contro l’Ordine dei Templari, che fu soppresso nel 1312 per volere di Filippo IV, più che per reale condanna ecclesiastica. Il papa acconsentì, non senza esitazioni, ma di fatto aprendo la strada a un papato sempre più legato alle vicende secolari e territoriali.